# Садло, Петер
Петер Садло (нем. Peter Sadlo; 1962, Нюрнберг — 28 июля 2016, Мюнхен) — немецкий ударник.

## Биография
Начал учиться музыке в Нюрнберге, затем окончил Вюрцбургскую высшую школу музыки под руководством Зигфрида Финка. Лауреат ряда конкурсов, в том числе победитель Международного конкурса исполнителей в Женеве (1982). В том же году подступил литавристом в Мюнхенский филармонический оркестр под руководством Серджиу Челибидаке; с 1997 г. руководитель группы ударных. 
С 1983 г. преподавал в Мюнхенской высшей школе музыки, одновременно с 1990 г. — профессор зальцбургского Моцартеума (среди его учеников, в частности, Алексей Герасимец). Выступал также как солист и ансамблист, в том числе со скрипачом Гидоном Кремером; в 2007 г. перенял от Кремера художественное руководством фестивалем камерной музыки «Les muséiques» в Базеле. 
Почётный доктор Софийской музыкальной академии (2003).

## Награды
- 1982: победа в международном конкурсе исполнителей в Женеве
- 1985: победа в международном музыкальном конкурсе ARD
- 1998: инструменталист года премии ECHO Classik
- 2003: почетное докторское звание Национальной музыкальной академии «Проф. Панчо Владигерова»
- 2005: лауреат Европейской Культурной Премии
- 2006: лауреат Баварской культурной премии
- 2012: лауреат культурной премии Фонда Верхней Франконии
- 2015: лауреат Франкфуртской Музыкальной Премии